# كارلوس بلتران
كارلوس بلتران (بالإنجليزية: Carlos Beltrán)‏ هو لاعب كرة قاعدة أمريكي، ولد في 24 أبريل 1977 في Manatí, Puerto Rico ‏ في الولايات المتحدة.

## وصلات خارجية
- كارلوس بلتران على موقع دوري كرة القاعدة الرئيسي (الإنجليزية)
- كارلوس بلتران على موقعبيزبول رفرنس.كوم (الدوري الرئيسي) (الإنجليزية)
- كارلوس بلتران على موقعبيزبول رفرنس.كوم (الدوري الثانوي) (الإنجليزية)
- كارلوس بلتران على موقع إي إس بي إن.كوم (أم.أل.بي) (الإنجليزية)
- كارلوس بلتران على موقع مشجعي الرسوم البيانية (الإنجليزية)
- كارلوس بلتران على موقع IMDb (الإنجليزية)
- كارلوس بلتران على موقع إن إن دي بي (الإنجليزية)